# Adeyfield
Adeyfield – wieś w Anglii, w hrabstwie Hertfordshire, w dystrykcie Dacorum. Leży 27 km na zachód od miasta Hertford i 36 km na północny zachód od centrum Londynu.